# Die Casting Couch – Heiße Dates und sexy Girls
 Die Casting Couch – Heiße Dates und sexy Girls (Originaltitel: National Lampoon's Cattle Call) ist eine US-amerikanische Komödie von Regisseur Martin Guigui aus dem Jahr 2006.
Die Erstaufführung fand am 1. Juni 2006 in den US-amerikanischen Kinos statt. Am 27. Juni 2008 erschien der Film als DVD in Deutschland.

## Handlung
Drei alleinstehende Männer in Hollywood möchten Frauen kennenlernen und gründen unter den falschen Namen Richy Rey, Glenn Dale und Sherman Oaks eine Casting-Agentur für ein angebliches Musikvideo. Viele junge Frauen erscheinen zum Casting.
Richy, Glenn und Sherman nutzen ihre Position aus, um die Frauen einzeln zu treffen. Anfangs misslingen die Treffen, aber dann finden sie ihre Favoritinnen. Sie machen Marina, Laurel und Nikita vor, sie würden auf dem Studiogelände arbeiten.
Richy stellt fest, dass Marina bereits einen Freund hat. Nikita offenbart Marina und Laurel, dass sie gegen Sherman wegen Betrug ermittelt und ihre Hilfe benötigt. Sie erklären sich dazu bereit, bei dem Video mitzumachen. Richy, Glenn und Sherman verlangen von den Frauen Beischlaf in einem Hotelzimmer, welches von Nikita kameraüberwacht wird. Richy steigt aus.
Nikita schickt zwei männlich aussehende, kräftige Frauen in das Zimmer, welche über Sherman herfallen. Anschließend lässt sie beide Männer von der Polizei verhaften und in einem Gefängnis inhaftieren, in denen ihnen wöchentliche Vergewaltigungen drohen. Beide werden im Schnellverfahren wegen Betrugs angeklagt und ihr Pflichtverteidiger kann nur einen Tag Verhandlungsaufschub erreichen. Richy schneidet die Aufnahmen zu einer Dokumentation über Filmcastings zusammen. Glenn und Sherman werden freigesprochen. Richy und Marina kommen zusammen. Glenn und Laurel drehen einen spanischsprachigen Film. Sherman will eine Selbsthilfegruppe für Sexsüchtige gründen, um dort Frauen kennenzulernen.

## Die falschen Namen
„Richy Rey“ ist der Name eines Musikers, während Glendale und Sherman Oaks Vororte von Los Angeles sind.

## Kritik
„Anspruchslose Komödie aus den Reihen der "National Lampoon"-Mannschaft, die einige Gags, wenig Humor unter der Gürtellinie und einen Gastauftritt von "New Hollywood"-Veteran Paul Mazursky als vom Unglück verfolgter Richter bietet.“